# Feliciano Ama
José Feliciano Ama, (Izalco, 1881 - Izalco, 1932) foi um cacique indígena da etnia pipil de El Salvador, sendo um dos líderes do levante camponês de 1932.
Ama era um camponês agricultor. Casou-se com Josefa Shupan, membro de uma influente família dentro da comunidade indígena de Izalco. Em 1917, se tornou administrador da confraria católica de Corpus Christi, grupo que além de cumprir com fins religiosos servia como órgão de representação da população indígena em suas reivindicações ao governo.
Em 22 de janeiro de 1932, em meio à crise nacional produzida pela queda dos preços do café, Ama comandou o levante popular em Izalco. Os rebeldes tomaram o controle da cidade e atacaram os latifundiários e o prefeito. Seis dias depois, em 28 de janeiro, as tropas do governo retomaram o controle da localidade. A repressão governamental contra os rebeldes resultou na morte de centenas de moradores de Izalco. Feliciano Ama foi preso e enforcado, ainda que algumas versões afirmem que ele teria sido linchado até morrer, sendo depois pendurado[carece de fontes?].
Os historiadores ainda debatem sobre a influência dos membros do Partido Comunista Salvadorenho na insurreição. Alguns estudos recentes privilegiam o papel das confrarias indígenas[carece de fontes?], como a liderada por Ama, na organização do levante e pensam que o papel dos comunistas foi marginal.